# Andrea Kretschmann
Andrea Kretschmann ist eine deutsche Soziologin und Universitätsprofessorin.

## Leben
Kretschmann studierte von 1998 bis 2004 Soziologie an der Universität Hamburg und schloss dies mit der Magisterarbeit zum Thema Geschlechter im Überhang. Strategien zur Produktion und Reproduktion hegemonialer Diskurse im Klettersport ab. Es folgte von 2005 bis 2008 ein Studium der Internationalen Kriminologie an der Universität Hamburg und der Middlesex University in London. Anschließend war sie von 2008 bis 2010 wissenschaftliche Mitarbeiterin am Institut für Rechts- und Kriminalsoziologie in Wien. Es folgte von 2010 bis 2014 die Promotion an der Universität Bielefeld mit dem Titel Die Regulierung des Irregulären. Carework und die symbolische Qualität des Rechts. Von 2017 bis 2021 war sie wissenschaftliche Mitarbeiterin am Centre Marc Bloch einem An-Institut der Humboldt-Universität zu Berlin. Sie habilitierte sich in Soziologie an der Ludwig-Maximilians-Universität München mit der Schrift Simulative Souveränität: Eine Soziologie politischer Ordnungsbildung.
Seit 2021 ist sie Professorin für Kultursoziologie an der Leuphana Universität Lüneburg. 
Ihre Forschungsschwerpunkte sind Kultursoziologie, kulturtheoretisch verstandene Politische Soziologie, Polizeiwissenschaft sowie Rechts- und Kriminalsoziologie. Seit dem Frühjahr 2023 leitet sie ein Forschungsprojekt zur Reichsbürger-Bewegung mit dem Titel Subkultur der Reichsbürger.

## Auszeichnungen
2015 erhielt sie den Theodor-Körner-Förderpreis der Kammer für Arbeiter und Angestellte Oberösterreich. 2019 wurde sie mit dem Franz-Xaver-Kaufmann-Preis der Universität Bielefeld ausgezeichnet.

## Schriften (Auswahl)
- mit Bernd Belina, Reinhard Kreissl und Lars Ostermeier (Hg.): Kritische Kriminologie und Sicherheit, Staat und Gouvernementalität. Weinheim 2012, ISBN 3-7799-0990-1.
- mit Bernd Dollinger, Walter Fuchs, Daniela Klimke und Aldo Legnaro (Hg.): Fritz Sack: Kriminologie als Gesellschaftswissenschaft. Ausgewählte Texte. Basel 2014, ISBN 3-7799-2946-5.
- Regulierung des Irregulären. Carework und die symbolische Qualität des Rechts. Weilerswist 2016, ISBN 3-95832-094-5.
- Hg.: Das Rechtsdenken Pierre Bourdieus. Weilerswist 2019, ISBN 978-3-95832-147-2.
- Simulative Souveränität. Eine Soziologie politischer Ordnungsbildung. Konstanz University Press (im Wallstein Verlag), Göttingen 2023, ISBN 978-3-8353-9155-0.